# ريتشارد ديفيس (موسيقي)
ريتشارد ديفيس (بالإنجليزية: Richard Davis)‏ هو موسيقي أمريكي، ولد في 1952.

## وصلات خارجية
- ريتشارد ديفيس على موقع ميوزك برينز (الإنجليزية)
- ريتشارد ديفيس على موقع ميوزك برينز (الإنجليزية)
- ريتشارد ديفيس على موقع ديسكوغز (الإنجليزية)
- ريتشارد ديفيس على موقع ديسكوغز (الإنجليزية)